# Saab 29 Tunnan
Saab 29 Tunnan, ve švédštině přezdívaný Flygande tunnan („létající sud“), byl švédský proudový jednomotorový jednomístný stíhací letoun, vyráběný v letech 1950–56. Po letounu Saab 21R šlo o druhý typ proudového letounu ve Švédsku. Byl také prvním západoevropským stíhacím letounem vyrobeným po druhé světové válce se šípovým křídlem. V západní Evropě byl předcházen pouze jako celek strojem Me 262 stavěným během války. Navzdory oblému vzhledu, od kterého je odvozen i jeho název, šlo o rychlý a hbitý stroj, který do 70. let účinně sloužil v roli stíhacího letounu i stíhacího bombardéru.

## Vývoj

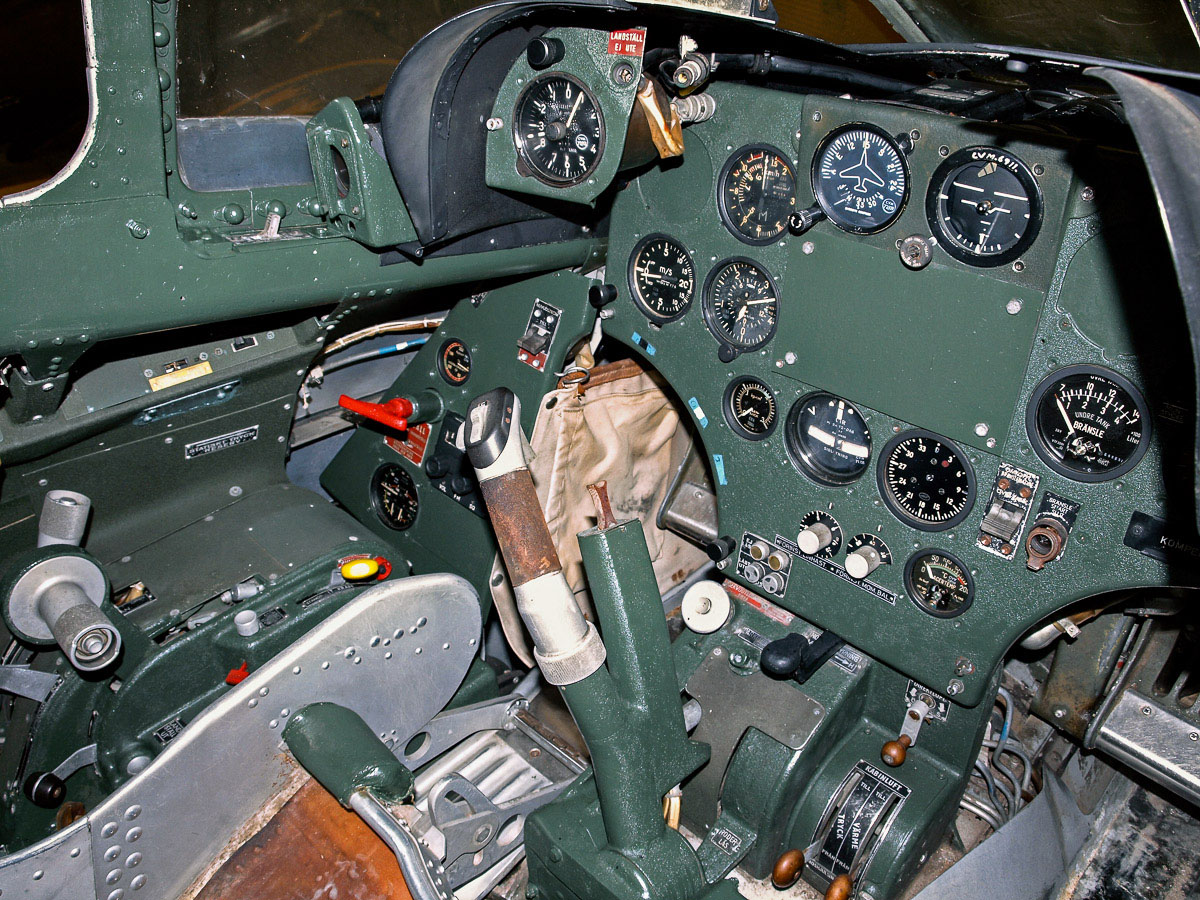
Kokpit stroje J 29F, 2013

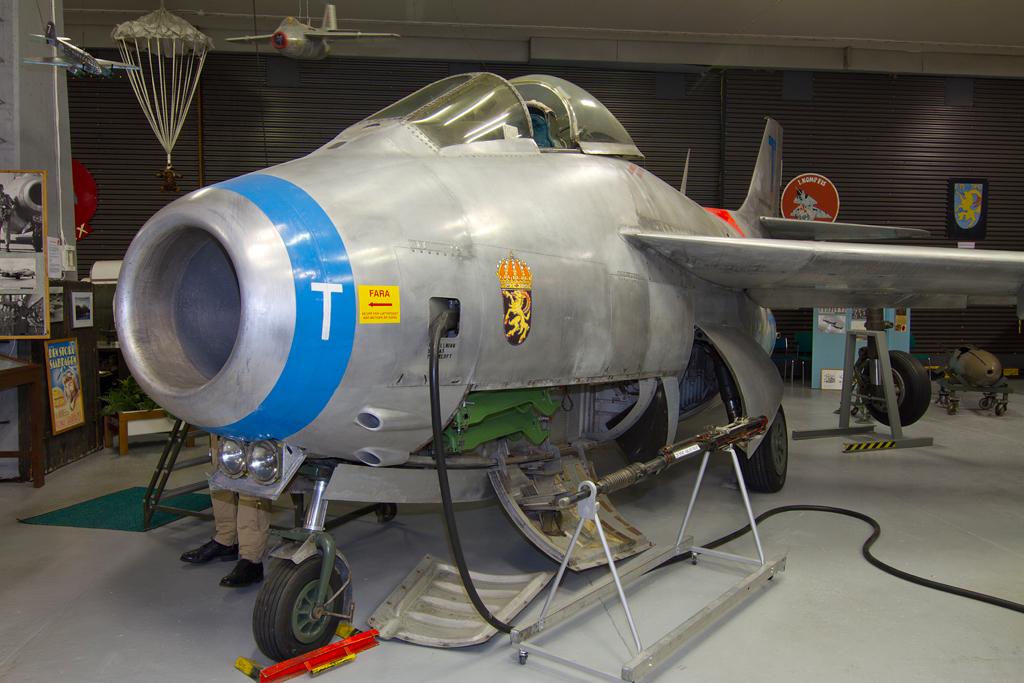
Saab J 29F, Flygvapnet, Soderhamn, Švédsko

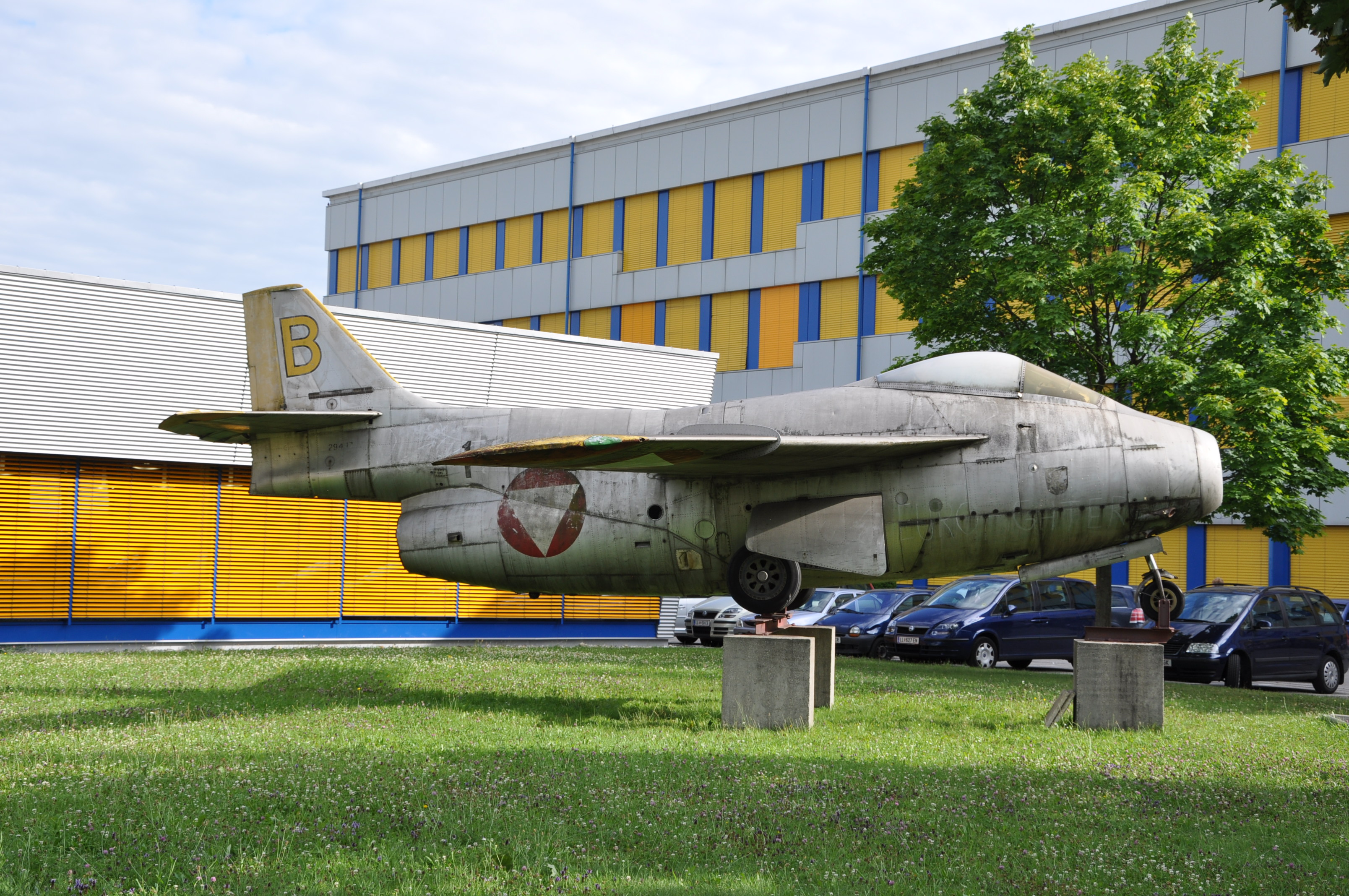
J 29F (29447) jednotky JaBo-1 rakouského vojenského letectva

Již od října 1945 probíhal u společnosti Svenska Aeroplan Aktiebolaged v Linköpingu vývoj nového proudového typu, který by v budoucnu nahradil letouny Saab 21R. Ke dni 18. prosince 1945 byly ve vývojovém oddělení firmy Saab připraveny dva alternativní projekty označené R 1001 „Cigaren“ a R 1001 „Tunnan“.
V únoru 1946 dalo Flygvapnet pokyn k detailnímu rozpracování projektu Tunnan, který následovaly modelové testy v aerodynamickém tunelu. V závěru roku 1946 pak letectvo objednalo stavbu tří prototypů s označením J 29.
První ze tří objednaných prototypů (29001-29003) byl zalétán 1. září 1948 zkušebním pilotem Robertem Moorem. Druhý prototyp s modifikovanou mechanizací křídla poprvé vzlétl 28. února 1949. Třetí prototyp, jehož první let proběhl 18. srpna 1949, již nesl hlavňovou výzbroj tvořenou čtveřicí kanónů Hispano ráže 20 mm ve spodní části přídě. Během výroby Flygvapnet doobjednalo ještě čtvrtý prototyp (29004) zalétaný 21. července 1950, který obsahoval všechny modifikace, k nimž se dospělo během testů. Představoval tak jediný předsériový stroj.
Sériové letouny se od prototypů odlišovaly změněnou částí mezi motorovým krytem a nosníkem ocasních ploch, který byl zesílen. Cílem bylo potlačení flutteru v rychlostní oblasti 900 km/h. Ke konci zkoušek bylo nutné přemístění brzdicích štítů z horní strany křídla do trupu pod jeho náběžnou hranu. Protože v této době stály na výrobní lince první rozpracované sériové draky Tunnanů, uskutečnila se tato změna až do 33. vyrobeného letounu (29133). Stroje v této podobě nesly označení Saab J 29A Tunnan (Jakt).
Potřebu stíhací bombardovací verze pokryly J 29B (první vzlet 11. března 1953) se zvětšenou zásobou paliva, později přeznačené na A 29B (Attack). Na jejich křídlové závěsníky bylo možno zavěsit napalmové nebo klasické pumy a neřízené rakety. Od roku 1953 do 1955 Saab vyrobil 361 kus "béček" (29325-29685) zařazených do bitevních křídel F-6 v Karlsborgu a F-7 Sätenäsu.
Demontáží hlavňové výzbroje z A 29B s následnou zástavbou dvou směrových kamer Ska-10/92 a jedné širokoúhlé Ska-15/15 vznikla v roce 1953 průzkumná varianta S 29C (Spaning), která také obdržela stínidlo tepelného záření pod tryskou motoru a detektor radarových vln pro ostrahu zadní polosféry. Jeho anténa byla instalovaná pod laminátovým krytem na zádi trupu. Dalším novým konstrukčním prvkem bylo použití odklopných krytů, které chránily okénka vpřed mířících kamer, jako pomocných brzdicích štítů při střemhlavém letu. Mezi květnem 1954 a květnem 1956 bylo vyrobeno 76 exemplářů (29901-29976).
V březnu 1954 byl zalétán prototyp J 29D (sériové číslo 29325) se zabudovanou pohonnou jednotkou Flygmotor RM-2B o maximálním tahu 27,46 kN, která již byla vybavena komorou přídavného spalování s regulovanou výstupní tryskou. Úprava zahrnovala také přestavbu zvětšené zadní části trupu s ústím trysky posunutým vzad.
29 strojů J 29E, z nichž první byl zalétán 3. prosince 1953, mělo upravené křídlo pro zvýšení kritického Machova čísla, které vzrostlo z hodnoty 0,86 na 0,89. Letouny byly ještě vybaveny motorem RM-2 bez přídavného spalování.
Poslední modifikací byla stíhací varianta J 29F (zálet 20. března 1954), vzniklá přestavbou 308 letounů J 29B a J 29E. Koncem roku 1955 byly na J 29F instalovány dva závěsníky pro samonaváděcí střely Rb-24, což byly licenční AIM-9 Sidewinder vyráběné ve Švédsku. Šest letounů verze F (29333, 29441, 29507, 29575, 29578 a 29624) bylo upraveno pro vlekání terčů a předáno speciální letce křídla F-3 v Ostgotě.

## Služba

### Švédsko

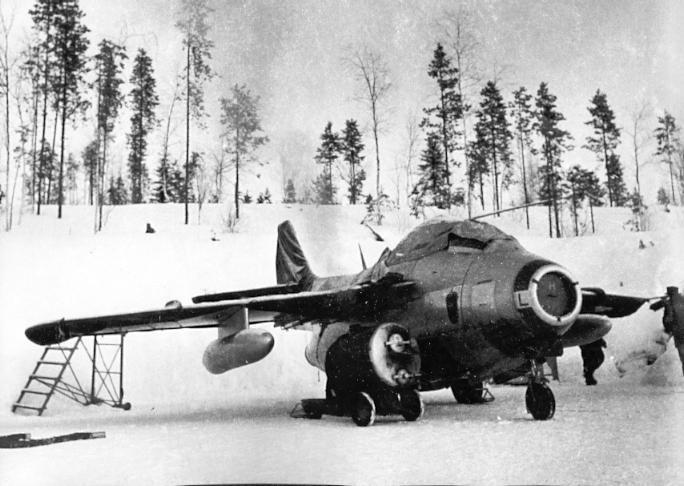
Saab A 29B jednotky F-6, Karlsborg, 1957

První sériové letouny Saab J 29A Tunnan převzalo stíhací křídlo F-13 v Norrköpingu v květnu 1951, které do té doby užívalo letouny de Havilland Vampire FB Mk.1. Od rou 1951 do roku 1954 obdržel Flygvapnet 224 kusů (29101-29324) této čistě stíhací varianty. Sloužily ve Fligflottilj F-3 se základnou Linköping-Malmen, F-4 Östersund-Frösön, F-8 Stockholm-Barkarby, F-9 Götebor-Säve, F-10 Ängelholm, F-12 Kalmar, F-13 Norrköping-Brävalla, F-15 Söderhamn, F-16 a F-20 Uppsala.
Průzkumné S 29C sloužily ve stavu křídel F-11 na letišti Nyköping-Skavsta a u F-21 v Luleå. Všechny vyrobené J 29E byly dislokovány v Östersundu u útvaru F-4.

### Kongo
Během konžské krize byly v rámci jednotek OSN od 4. října 1961 čtyři J 29B (29374, 29393, 29440 a 29475) křídla F-8 z Ängelholmu nasazeny v Kongu proti katanžským separatistům. Po příletu do Leopoldville utvořily jednotku F-22 pod velením plukovníka Svena Lampella. Dne 8. října 1961 byla F-22 přesunuta do Duluabourgu v provincii Kasai. Během roku 1962 se jednotka přemístila na letiště Kamina v provincii Katanga, kde k nim přibyly další čtyři A 29B (29364, 29365, 29371 a 29445) a dva S 29C (29906 a 2994). Do srpna 1963 se vrátily do Švédska.

### Rakousko
Jediným zahraničním uživatelem se v roce 1961 stalo Rakousko, které zakoupilo 15 letounů J 29F. Jejich domovskými základnami se stalo vídeňské mezinárodní letiště Schwechat a letiště Klagenfurt. V roce 1962 se působištěm Tunnanů 1. Jagdbomber Staffel stalo nové letiště v Linci-Hörschingu. Dalších 15 J 29F převzalo neutrální Rakousko v roce 1963. Některé z nich byly ve Švédsku na přání zákazníka upraveny tak, že mohly nést místo levé dvojice kanónů paletu s kamerami.
Piloti dvou rakouských J 29F 20. října 1964 v silné mlze ztratili orientaci a pronikli do československého vzdušného prostoru. Po spotřebování paliva letouny nouzově přistály na poli u obce Ořech nedaleko západního okraje Prahy. Piloti byli neprodleně navráceni do Rakouska, poškozené stroje byly později sešrotovány.

## Uživatelé
- Rakousko
  - Rakouské letectvo
- Švédsko
  - Švédské letectvo

## Konstrukce
- středoplošník, sudovitý trup, hranatá směrovka, klínová výškovka
- mírně šípové rovné křídlo se zaoblenými konci a zalomenou náběžnou hranou při kořenech
- motor umístěn v trupu, nasávací otvor je v rovně seříznuté přídi, výpustní tryska je v prosazené zádi trupu před ocasními plochami
- tříkolový zatahovací podvozek – hlavní kola se zatahují naplocho do boků trupu pod křídly

## Specifikace (J 29F)

Nákres

Údaje podle

### Technické údaje
- Osádka: 1
- Délka: 11,00 m
- Rozpětí: 10,227 m
- Výška: 3,75 m
- Nosná plocha: 24,15 m²
- Hmotnost (prázdný): 4 845 kg
- Maximální vzletová hmotnost: 8 375 kg
- Pohonná jednotka: 1 × proudový motor Volvo Aero RM2B
  - Tah: 27 kN

### Výkony
- Maximální rychlost: 1 060 km/h
- Cestovní rychlost: 800 km/h
- Dolet: 1 100 km
- Dostup: 15 500 m
- Stoupavost: 32,1 m/s
- Čas stoupání do 10 km: 5,2 min

### Výzbroj
- 4 x 20mm kanón Hispano-Suiza HS.404
- neřízené střely SRAK-150, SRAK-75
- střely vzduch-vzduch Rb 24